# Time-Auswahl der besten 100 englischsprachigen Romane von 1923 bis 2005
Die Time-Auswahl der besten 100 englischsprachigen Romane von 1923 bis 2005 ist eine nicht nach Bedeutung geordnete Liste von Werken, die von den Literaturkritikern Lev Grossman und Richard Lacayo des US-amerikanischen Magazins Time im Jahre 2005 zusammengestellt wurde. Das Anfangsdatum 1923 wurde gewählt, weil in diesem Jahr Time das erste Mal erschien. Aus diesem Grund fehlen einige Werke wie beispielsweise Ulysses, die nach überwiegender Meinung zu den literarischen Meisterwerken des 20. Jahrhunderts zählen. Als zweites Kriterium musste es sich um ein in englischer Sprache geschriebenes Werk handeln.
Mit je zwei Werken auf dieser Liste vertreten sind die beiden Literatur-Nobelpreisträger Saul Bellow und William Faulkner sowie die Autoren Graham Greene, Vladimir Nabokov, George Orwell, Philip Roth, Thomas Pynchon, Evelyn Waugh und Virginia Woolf. Einer der beiden ausgewählten Romane von Pynchon, nämlich der bereits mit dem National Book Award ausgezeichnete Roman Die Enden der Parabel, war 1974 von der Jury für den Pulitzer-Preis ausgewählt worden. Das Vergabekomitee wollte diese Entscheidung jedoch nicht mittragen, da es den Roman für obszön und unlesbar hielt, so dass der Preis in diesem Jahr schließlich nicht vergeben wurde. Mit Kingsley und Martin Amis sind in der Auswahl ein Vater und sein Sohn vertreten. Mit der Wahl von Watchmen wurde außerdem auch ein Comic ausgezeichnet.
100-Listen werden regelmäßig von Time veröffentlicht. Am bekanntesten ist das Magazin für die jährlich stattfindende Wahl der 100 einflussreichsten Persönlichkeiten des Jahres, den sogenannten Time 100.

## Die Auswahl
| Originaltitel                                 | Deutscher Titel                          | Autor                                        | Erscheinungsjahr | Auszeichnungen und Anmerkungen                                                                                      |
| --------------------------------------------- | ---------------------------------------- | -------------------------------------------- | ---------------- | --- |
| 1984                                          | 1984                                     | George Orwell                                | 1949             | |
| The Adventures of Augie March                 | Die Abenteuer des Augie March            | Saul Bellow                                  | 1953             | Literatur-Nobelpreis für den Autor                                                                                  |
| All the King’s Men                            | Das Spiel der Macht                      | Robert Penn Warren                           | 1946             | |
| American Pastoral                             | Amerikanisches Idyll                     | Philip Roth                                  | 1997             | |
| An American Tragedy                           | Eine amerikanische Tragödie              | Theodore Dreiser                             | 1925             | |
| Animal Farm                                   | Farm der Tiere                           | George Orwell                                | 1945             | |
| Appointment in Samara                         | Begegnung in Samarra                     | John O’Hara                                  | 1934             | |
| Are You There God? It’s Me, Margaret          | Bist du da, Gott? Ich bin’s, Margaret    | Judy Blume                                   | 1970             | |
| The Assistant                                 | Der Gehilfe                              | Bernard Malamud                              | 1957             | |
| Atonement                                     | Abbitte                                  | Ian McEwan                                   | 2001             | National Book Critics Circle Award WH Smith Literary Award                                                          |
| At Swim Two-Birds                             | Auf Schwimmen-zwei-Vögel                 | Flann O’Brien                                | 1939             | |
| Beloved                                       | Menschenkind                             | Toni Morrison                                | 1987             | Literatur-Nobelpreis für die Autorin                                                                                |
| The Berlin Stories                            | Mr. Norris steigt um Leb wohl, Berlin    | Christopher Isherwood                        | 1935 1939        | |
| The Big Sleep                                 | Der große Schlaf                         | Raymond Chandler                             | 1939             | |
| The Blind Assassin                            | Der blinde Mörder                        | Margaret Atwood                              | 2000             | Booker Prize |
| Blood Meridian                                | Die Abendröte im Westen                  | Cormac McCarthy                              | 1985             | |
| Brideshead Revisited                          | Wiedersehen mit Brideshead               | Evelyn Waugh                                 | 1944             | |
| The Bridge of San Luis Rey                    | Die Brücke von San Luis Rey              | Thornton Wilder                              | 1927             | Pulitzer-Preis |
| Call it Sleep                                 | Nenn es Schlaf                           | Henry Roth                                   | 1934             | |
| Catch-22                                      | Catch-22                                 | Joseph Heller                                | 1961             | War 1962 für den National Book Award nominiert, unterlag aber dem hier gleichfalls aufgeführten Roman Der Kinogeher |
| The Catcher in the Rye                        | Der Fänger im Roggen                     | J. D. Salinger                               | 1951             | |
| A Clockwork Orange                            | Uhrwerk Orange                           | Anthony Burgess                              | 1962             | |
| The Confessions of Nat Turner                 | Die Bekenntnisse des Nat Turner          | William Styron                               | 1967             | Pulitzer-Preis William Dean Howells Medaille Prix mondial Cino Del Duca für das Lebenswerk                          |
| The Corrections                               | Die Korrekturen                          | Jonathan Franzen                             | 2001             | National Book Award James Tait Black Memorial Prize                                                                 |
| The Crying of Lot 49                          | Die Versteigerung von No. 49             | Thomas Pynchon                               | 1966             | |
| A Dance to the Music of Time                  | Ein Tanz zur Musik der Zeit              | Anthony Powell                               | 1951–1975        | |
| The Day of the Locust                         | Tag der Heuschrecke                      | Nathanael West                               | 1939             | |
| Death comes for the Archbishop                | Der Tod kommt zum Erzbischof             | Willa Cather                                 | 1927             | William Dean Howells Medaille                                                                                       |
| A Death in the Family                         | Ein Todesfall in der Familie             | James Agee                                   | 1957             | Pulitzer-Preis |
| The Death of the heart                        | Kalte Herzen                             | Elizabeth Bowen                              | 1936             | |
| Deliverance                                   | Flussfahrt                               | James Dickey                                 | 1970             | |
| Dog Soldiers                                  |                                          | Robert Stone                                 | 1974             | National Book Award                                                                                                 |
| Falconer                                      | Willkommen in Falconer                   | John Cheever                                 | 1977             | Nationalmedaille der American Academy of Arts and Letters für das Lebenswerk                                        |
| The French Lieutenant’s Woman                 | Die Geliebte des französischen Leutnants | John Fowles                                  | 1969             | |
| The Golden Notebook                           | Das goldene Notizbuch                    | Doris Lessing                                | 1962             | Literatur-Nobelpreis für die Autorin                                                                                |
| Gone with the Wind                            | Vom Winde verweht                        | Margaret Mitchell                            | 1936             | Pulitzer-Preis |
| Go Tell it on the Mountain                    | Gehe hin und verkünde es vom Berge       | James Baldwin                                | 1953             | |
| The Grapes of Wrath                           | Früchte des Zorns                        | John Steinbeck                               | 1939             | Pulitzer-Preis Literatur-Nobelpreis für den Autor                                                                   |
| Gravity’s Rainbow                             | Die Enden der Parabel                    | Thomas Pynchon                               | 1973             | National Book Award                                                                                                 |
| The Great Gatsby                              | Der große Gatsby                         | F. Scott Fitzgerald                          | 1925             | |
| A Handful of Dust                             | Eine Handvoll Staub                      | Evelyn Waugh                                 | 1934             | |
| The Heart is A Lonely Hunter                  | Das Herz ist ein einsamer Jäger          | Carson McCullers                             | 1940             | |
| The Heart of the Matter                       | Das Herz aller Dinge                     | Graham Greene                                | 1948             | |
| Herzog                                        | Herzog                                   | Saul Bellow                                  | 1964             | Literatur-Nobelpreis für den Autor                                                                                  |
| A House for Mr. Biswas                        | Ein Haus für Mr. Biswas                  | V.S. Naipaul                                 | 1961             | Literatur-Nobelpreis für den Autor                                                                                  |
| Housekeeping                                  | Haus ohne Halt                           | Marilynne Robinson                           | 1980             | Hemingway Foundation PEN Award                                                                                      |
| I, Claudius                                   | Ich, Claudius, Kaiser und Gott           | Robert Graves                                | 1934             | |
| Infinite Jest                                 | Unendlicher Spaß                         | David Foster Wallace                         | 1996             | |
| Invisible Man                                 | Der unsichtbare Mann                     | Ralph Ellison                                | 1952             | National Book Award                                                                                                 |
| Light in August                               | Licht im August                          | William Faulkner                             | 1932             | Literatur-Nobelpreis für den Autor                                                                                  |
| The Lion, the Witch and the Wardrobe          | Der König von Narnia                     | C. S. Lewis                                  | 1950             | |
| Lolita                                        | Lolita                                   | Vladimir Nabokov                             | 1955             | |
| Lord of the Flies                             | Herr der Fliegen                         | William Golding                              | 1954             | Literatur-Nobelpreis für den Autor                                                                                  |
| The Lord of the Rings                         | Herr der Ringe                           | J. R. R. Tolkien                             | 1954–1955        | |
| Loving                                        | Der Butler                               | Henry Green                                  | 1945             | |
| Lucky Jim                                     | Glück für Jim                            | Kingsley Amis                                | 1954             | Somerset Maugham Award                                                                                              |
| The Man who loved Children                    | Der Mann, der seine Kinder liebte        | Christina Stead                              | 1940             | |
| Midnight’s Children                           | Mitternachtskinder                       | Salman Rushdie                               | 1980             | Booker Prize |
| Money: A Suicide Note                         | Gierig                                   | Martin Amis                                  | 1984             | |
| The Moviegoer                                 | Der Kinogeher                            | Walker Percy                                 | 1960             | National Book Award                                                                                                 |
| Mrs. Dalloway                                 | Mrs. Dalloway                            | Virginia Woolf                               | 1925             | |
| Naked Lunch                                   | Naked Lunch                              | William S. Burroughs                         | 1959             | |
| Native Son                                    | Native Son. Sohn dieses Landes           | Richard Wright                               | 1940             | |
| Neuromancer                                   | Neuromancer                              | William Gibson                               | 1984             | |
| Never Let Me Go                               | Alles, was wir geben mussten             | Kazuo Ishiguro                               | 2005             | Literatur-Nobelpreis für den Autor                                                                                  |
| One Flew Over the Cuckoo’s Nest               | Einer flog über das Kuckucksnest         | Ken Kesey                                    | 1962             | |
| On the Road                                   | Unterwegs                                | Jack Kerouac                                 | 1957             | |
| The Painted Bird                              | Der bemalte Vogel                        | Jerzy Kosinski                               | 1965             | |
| Pale Fire                                     | Fahles Feuer                             | Vladimir Nabokov                             | 1962             | |
| A Passage to India                            | Auf der Suche nach Indien                | E. M. Forster                                | 1924             | |
| Play It As It Lays                            | Spiel dein Spiel                         | Joan Didion                                  | 1970             | |
| Portnoy’s Complaint                           | Portnoys Beschwerden                     | Philip Roth                                  | 1969             | |
| Possession                                    | Besessen                                 | A. S. Byatt                                  | 1990             | |
| The Power and the Glory                       | Die Kraft und die Herrlichkeit           | Graham Greene                                | 1940             | |
| The Prime of Miss Jean Brodie                 | Die Blütezeit der Miss Jean Brodie       | Muriel Spark                                 | 1962             | |
| Rabbit, Run                                   | Hasenherz                                | John Updike                                  | 1960             | |
| Ragtime                                       | Ragtime                                  | E. L. Doctorow                               | 1975             | National Book Critics Circle Award Doctorow gewann 1989 diesen Preis ein zweites Mal für Billy Bathgate             |
| The Recognitions                              | Die Fälschung der Welt                   | William Gaddis                               | 1955             | |
| Red Harvest                                   | Rote Ernte                               | Dashiell Hammett                             | 1927             | |
| Revolutionary Road                            | Zeiten des Aufruhrs                      | Richard Yates                                | 1961             | War 1962 für den National Book Award nominiert, unterlag aber dem hier gleichfalls aufgeführten Roman Der Kinogeher |
| The Sheltering Sky                            | Himmel über der Wüste                    | Paul Bowles                                  | 1949             | |
| Slaughterhouse-Five or the Children’s Crusade | Schlachthof 5 oder der Kinderkreuzzug    | Kurt Vonnegut                                | 1969             | |
| Snow Crash                                    | Snow Crash                               | Neal Stephenson                              | 1991             | |
| The Sot-Weed Factor                           | Der Tabakhändler                         | John Barth                                   | 1960             | |
| The Sound and the Fury                        | Schall und Wahn                          | William Faulkner                             | 1929             | Literatur-Nobelpreis für den Autor                                                                                  |
| The Sportswriter                              | Der Sportreporter                        | Richard Ford                                 | 1986             | |
| The Spy Who Came in From the Cold             | Der Spion, der aus der Kälte kam         | John le Carré                                | 1963             | CWA Gold Dagger Somerset Maugham Award Edgar Allan Poe Award Goethe-Medaille für das literarische Lebenswerk        |
| The Sun Also Rises                            | Fiesta                                   | Ernest Hemingway                             | 1926             | Literatur-Nobelpreis für den Autor                                                                                  |
| Their Eyes Were Watching God                  | Vor ihren Augen sahen sie Gott           | Zora Neale Hurston                           | 1937             | |
| Things Fall Apart                             | Okonkwo oder Das Alte stürzt             | Chinua Achebe                                | 1958             | |
| To Kill a Mockingbird                         | Wer die Nachtigall stört                 | Harper Lee                                   | 1960             | Pulitzer-Preis |
| To the Lighthouse                             | Die Fahrt zum Leuchtturm                 | Virginia Woolf                               | 1927             | |
| Tropic of Cancer                              | Wendekreis des Krebses                   | Henry Miller                                 | 1934             | |
| Ubik                                          | Ubik                                     | Philip K. Dick                               | 1969             | |
| Under the Net                                 | Unter dem Netz                           | Iris Murdoch                                 | 1954             | |
| Under the Volcano                             | Unter dem Vulkan                         | Malcolm Lowry                                | 1947             | |
| Watchmen                                      | Watchmen                                 | Alan Moore (Text) Dave Gibbons (Zeichnungen) | 1986–1987        | Kirby Award Eisner Award Hugo Award Max-und-Moritz-Preis                                                            |
| White Noise                                   | Weißes Rauschen                          | Don DeLillo                                  | 1984             | National Book Award                                                                                                 |
| White Teeth                                   | Zähne zeigen                             | Zadie Smith                                  | 2000             | |
| Wide Sargasso Sea                             | Sargassomeer                             | Jean Rhys                                    | 1966             | |